# Ato II Cena 5
Ato II Cena 5 é um filme de curta-metragem brasileiro de ficção, produzido em 2004 e dirigido por Esmir Filho e Rafael Gomes. A produção do filme é da Substância Filmes/Ioiô Filmes, a edição de Rafael Gomes e a fotografia de Esmir Filho e Mariana Bastos.

## Sinopse
No teatro, a atriz e o ator: uma relação de amor e ódio, uma disputa, representações, a cena e a vida.

## Elenco
- Maria Alice Vergueiro .... atriz
- Luciano Chirolli .... ator

## Premiações
- Luciano Chirolli ganhou o prêmio de melhor ator no Festival de Gramado de 2004.